# Gerard Mooyman
Gerardus Leonardus Mooyman (Apeldoorn, 23 september 1923 – Anloo, 21 juni 1987) was een Nederlander die dienst nam in de Waffen-SS tijdens de Tweede Wereldoorlog.

## Biografie

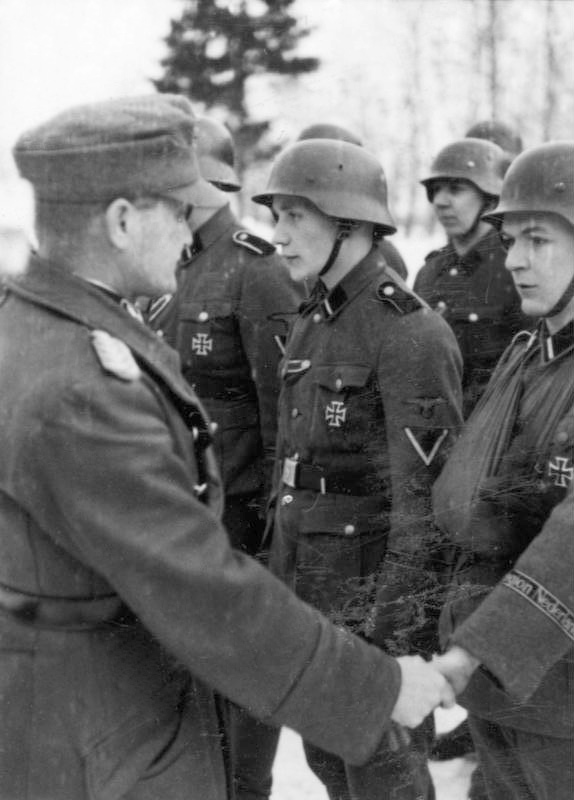
Gerard Mooyman (rechts) ontvangt het Ridderkruis.

Mooyman werd geboren in Apeldoorn en was afkomstig uit een katholiek middenstandsgezin. Zijn vader was melkboer en werd in de crisistijd lid van de NSB.
Mooyman meldde zich in april 1941 als vrijwilliger voor de SS-Freiwilligen-Standarte "Nordwest". Zijn eerste frontinzet was in januari 1942 aan de Volchov in het Vrijwilligerslegioen Nederland. Als commandant van een stuk antitankgeschut verdiende hij het IJzeren Kruis 1939 Tweede en Eerste Klasse voor het vernietigen van enkele Sovjet-tanks. Tijdens de strijd rond het Ladogameer in februari 1943 vernietigde Mooyman 13 vijandelijke tanks op één dag. Hem werd op 20 februari 1943 het Ridderkruis van het IJzeren Kruis verleend. Daarmee was hij de eerste Nederlander en de eerste niet-Duitser die het Ridderkruis van het IJzeren Kruis ontving. In totaal wist hij 23 tanks uit te schakelen.
Door de nazi's werd Mooyman ingezet voor een publiciteitscampagne en als voorbeeld gesteld aan de Nederlandse jeugd. In veel plaatsen werden straten en pleinen naar hem genoemd.
Hij volgde daarna de opleiding tot SS-Scharführer (onderofficier) in Radolfzell in de zomer van 1943. Eind augustus 1943 vertrok hij voor de officiersopleiding naar de SS-Junkerschule in Bad Tölz; hij was cadet in de 11e Kriegsjunkerlehrgang. In het voorjaar van 1944 keerde hij terug naar het front bij Narva als SS-Standarten-Oberjunker (vgl. vaandrig) en werd bevorderd tot SS-Untersturmführer der Reserve (reserve tweede luitenant) op 21 juni 1944.
Mooyman raakte in Amerikaanse krijgsgevangenschap op 4 mei 1945. Enkele dagen later ontsnapte hij en dook onder in Duitsland. In maart 1946 werd hij in Nederland gearresteerd. Tijdens een transport van Scheveningen naar Delft ontsnapte hij voor de tweede maal en werd in augustus 1946 opnieuw aangehouden. Mooyman kwam in oktober voor de rechter en werd uiteindelijk veroordeeld tot 6 jaar gevangenisstraf, doch werd eind augustus 1949 in vrijheid gesteld. Na zijn vrijlating leed Mooyman een onopvallend leven als zelfstandig ondernemer in de stad Groningen. Mooyman was gehuwd en had een dochter.
De enige keer dat hij daarna nog in de publiciteit kwam was in 1967, toen hij zich liet interviewen door het blad Revue. In dit artikel sprak hij zijn afschuw uit over de misdaden van de nazi's, waarvoor hij zichzelf medeverantwoordelijk achtte. Zijn Ridderkruis gaf hij aan een verzamelaar. Ten gevolge van een verkeersongeval bij Anloo kwam hij in 1987 om het leven.

## Militaire loopbaan
- SS-Sturmmann: 1943[2][3]
- SS-Rottenführer: 20 februari 1943[3]
- SS-Unterscharführer: 1943[3]
- SS-Standartenoberjunker: zomer 1944[3]
- SS-Untersturmführer der Reserve in de Waffen-SS: 21 juni 1944[3]

## Decoraties
- Ridderkruis van het IJzeren Kruis op 20 februari 1943 als Geschützführer 14.(Panzerjäger) / SS-Freiwilligen-Legion “Nederland” / Infanterie-Division 170 / XXVI.Armee-Korps / 18.Armee / Heeresgruppe Nord[2][4][5][6][7][3]
- IJzeren Kruis 1939, 1e Klasse (10 februari 1943) en 2e Klasse (4 februari 1943)[2][4][3]
- Storminsigne van de Infanterie in brons[4]- zilver[2][3]
- Gewondeninsigne 1939 in zwart[3][4] en zilver[2]
- Medaille Winterschlacht im Osten 1941/42 in 1942[2][4]
- Sonderabzeichen für das Niederkämpfen von Panzerkampfwagen durch Einzelkämpfer[2] in zilver[3]